# Mýdlová opera
Mýdlová opera (anglicky soap opera) je žánr rozhlasového nebo televizního seriálu, zabývajícího se převážně mezilidskými vztahy. Příběhy jsou většinou jednoduché, dramatické až melodramatické. Některé typy mýdlových oper mívají formát nekonečného seriálu vysílaného po několik desetiletí. Jednotlivé díly, které na sebe navazují, mají společné prostředí, které je hlavním pojícím prvkem mezi střídajícími se postavami. Pravidelní diváci časem získávají silný vztah k dlouhodobě se vyskytujícím postavám seriálu, takže herci často bývají s takovými postavami doživotně svázáni.

## Historie
První mýdlové opery byly uvedeny ve 20. letech 20. století na amerických rozhlasových stanicích, s nástupem televize se na konci 40. let se přesunuly na obrazovky a staly se vůbec první televizní zábavou. Zpočátku byly vysílány přes den a byly tedy určeny pro matky a ženy v domácnosti. Odtud také pochází původně ironické pojmenování mýdlová opera, které vzniklo ze spojení těchto seriálů a jejich sponzorů, kterými v počátcích byly hlavně společnosti vyrábějící prostředky užívané divačkami – prací prášky, čisticí přípravky a mýdla. V původních rozhlasových sériích byla přitom reklama zařazována i přímo do textu (například: „Miláčku, jdu právě do města, kde ve Vodičkově ulici v obchodě pana Kratochvíla koupím skvělé Hromádkovo mýdlo, které tak nádherně voní.“). Termín „opera“ se do názvu dostal s odkazem na významnou roli hudby, zvláště v původních rozhlasových pořadech, a nadužívanou emocionalitu, jako je tomu ve skutečných operách. Podobný základ mají názvy i dalších filmových a televizních žánrů (koňská opera, space opera).
V americkém programovém schématu také vzniklo rozdělení na dva subžánry. Původní mýdlové opery vysílané v dopoledních, či odpoledních hodinách jsou nekonečné, s mnoha tisíci díly, vysílané každý den (tzv. denní mýdlové opery, daytime soap operas) po řadu desetiletí. Po roce 2000 však jejich sledovanost poklesla a většina každodenních seriálů tohoto typu, nezřídka vysílaných od 60. let, byla postupně ukončena.
V 60. letech se v USA objevily první mýdlové opery zařazené do hlavního vysílacího času (tzv. primetimeové mýdlové opery, primetime soap operas). Vzhledem k jejich částečnému zaměření i na mužské diváky se změnilo jejich prostředí i výstavba příběhu – věnují se bohatým a úspěšným rodinám a jejich problémům v životech, podnikání a politice. Počtem dílů se tyto mýdlové opery neliší od ostatních primetimeových amerických seriálů, které obvykle mívají kolem 20 epizod na jednu televizní sezónu (září–červen). Rovněž produkce se přiblížila ostatním seriálům uváděných v hlavním vysílacím čase. Tento subžánr dosáhl největší popularity v 80. letech 20. století.
Mýdlové opery se celosvětově ujaly, hlavní produkce zůstala ve Spojených státech, značně rozšířené jsou i ve Velké Británii. V zemích Latinské Ameriky jsou populární seriály podobného žánru, telenovely.
V Česku nemají mýdlové opery dlouhou tradici. První mýdlová opera české produkce se objevila v roce 2004 na obrazovkách TV Prima, šlo o primetimeový seriál Rodinná pouta, jenž byl v roce 2007 přetransformován na Velmi křehké vztahy. TV Nova začala roku 2004 natáčet seriál Pojišťovna štěstí. O rok později se v jejím programovém schématu objevila primetimeová Ordinace v růžové zahradě a také první český nekonečný denní seriál Ulice, jenž získal místo na rozhraní podvečera a hlavního vysílacího času.

## Vybrané televizní mýdlové opery

### Americké mýdlové opery
Denní
- U nás ve Springfieldu (Guiding Light, v rozhlase 1937–1956, v televizi 1952–2009)
- As the World Turns (1956–2010)
- General Hospital (od 1963)
- Tak jde čas (Days of Our Lives, od 1965)
- One Life to Live (1968–2012, 2013)
- All My Children (1970–2011, 2013)
- Mladí a neklidní (The Young and the Restless, od 1973)
- Báječní a bohatí (The Bold and the Beautiful, od 1987)
- Passions (1999–2008)

Primetimeové
- Faraway Hill (1946) – první americká televizní mýdlová opera
- Peyton Place (1964–1969)
- Dallas (1978–1991, stejnojmenné pokračování 2012–2014)
- Knots Landing (1979–1993)
- Dynastie (Dynasty, 1981–1989, nová stejnojmenná verze od 2017)
- Síla rodu (Falcon Crest, 1981–1990)
- Colbyové (The Colbys, 1985–1987)
- Beverly Hills 90210 (Beverly Hills, 90210, 1990–2000)
- Melrose Place (1992–1999, stejnojmenné pokračování 2009–2010)
- Zoufalé manželky (Desperate Housewives, 2004–2012)
- Devious Maids (2013–2016)
- Mistresses (2013–2016)
- Královská rodina (od 2015)

### České mýdlové opery
- Rodinná pouta (2004–2006)
- Pojišťovna štěstí (2004–2010)
- Ulice (od 2005) – denní seriál
- Ordinace v růžové zahradě (2005–2008) / Ordinace v růžové zahradě 2 (od 2008)
- Velmi křehké vztahy (2007–2009)
- Cesty domů (2010–2015)

### Ostatní
Itálie
- Okouzlení (Incantesimo, 1998–2008)
- Un posto al sole (od 1996) – denní seriál

Německo
- Lindenstraße (od 1985)
- Gute Zeiten, schlechte Zeiten (od 1992) – denní seriál

Slovensko
- Ordinácia v ružovej záhrade (2007–2012)
- Panelák (2008–2015, 2017) – denní seriál
- Búrlivé víno (2013–2017) – denní seriál

Velká Británie
- The Grove Family (1954–1957) – první britská televizní mýdlová opera
- Coronation Street (od 1960)
- Crossroads (1964–1988, 2001–2003) – denní seriál
- Emmerdale Farm (1972–1989) / Emmerdale (od 1989) – denní seriál
- Pobol y Cwm (od 1974) – denní seriál
- EastEnders (od 1985) – od 2001 denní seriál
- Casualty (od 1986)
- Hollyoaks (od 1995) – od 2001 denní seriál
- Doctors (od 2000) – denní seriál